# دم‌دراز ابروفیروزه‌ای
دم‌دراز ابروفیروزه‌ای (نام علمی: Eumomota superciliosa) نام یک گونه از تیره دم‌دراز است.